# Zupci (Bośnia i Hercegowina)
Zupci (cyr. Зупци) – wieś w Bośni i Hercegowinie, w Republice Serbskiej, w gminie Šekovići. W 2013 roku liczyła 32 mieszkańców.